# Mikroregion Jauru

Mikroregion Jauru

Mikroregion Jauru – mikroregion w brazylijskim stanie Mato Grosso należący do mezoregionu Sudoeste Mato-Grossense.

## Gminy
- Araputanga
- Figueirópolis d'Oeste
- Glória d'Oeste
- Indiavaí
- Jauru
- Lambari d'Oeste
- Mirassol d'Oeste
- Porto Esperidião
- Reserva do Cabaçal
- Rio Branco
- Salto do Céu
- São José dos Quatro Marcos